# Спартак (фільм, 1953)
«Спартак» (італ. Spartaco) — італійсько-французький епічний історичний фільм-драма 1953 року, поставлений режисером Ріккардо Фредою з Массімо Джиротті в головній ролі.

## Сюжет
74 рік до нашої ери. Спартак (Массімо Джиротті), який виріс в аристократичній сім'ї боспорського царського роду Спартокідів та вже у вісімнадцять років служив центуріоном в римській армії, одного разу заступився за Амітіс (Людмила Черіна) — ображену доньку одного з провінційних намісників. За цю зухвалість Спартак потрапив у рабство і був відправлений гладіатором до Риму, а дівчину віддали в танцівниці на арені Колізея. Сабіна (Джанна Марія Канале) — донька римського воєначальника Красса з першого погляду закохалася в Спартака і запропонувала в обмін за його любов волю, та гордий раб відповів відмовою. Серед катованих наглядачами гладіаторів назрівав заколот, потрібний був лише вождь, і ним став Спартак, природжений лідер і організатор. Сімдесят вісім гладіаторів вночі напали на варту, виламали двері катівні і вирвалися з міста. Спартак повів свій маленький загін до гори Везувій та розбив там свій табір. Чисельність бунтівного загону збільшувалася, і незабаром, він перетворив своє військо рабів на справжню дисципліновану армію, що взяла декілька приголомшливих перемог у провінціях, і готову дати рішучий бій ненависному Римові…

## У ролях
| • Массімо Джиротті    | … | Спартак            |
| • Людмила Черіна      | … | Амітіс             |
| • Ів Венсан           | … | Окномас            |
| • Джанна Марія Канале | … | Сабіна Красс       |
| • Карло Нінкі         | … | Марк Ліциній Красс |
| • Вітторіо Саніполі   | … | Марк Вірілій Руфо  |
| • Карло Джустіні      | … | Арторідже          |
| • Умберто Сильвестрі  | … | Лентулій           |
| • Тереза Франкіні     | … | мати Спартака      |
| • Ренато Бальдіні     | … | гладіатор          |

## Знімальна група
- Автори сценарію — Марія Борі, Жан Феррі, Джино Вісентіні
- Режисер-постановник — Ріккардо Фреда
- Продюсер — Карло Кайяно
- Композитор — Ренцо Росселліні
- Оператор — Габор Погань
- Монтаж — Маріо Серандреї
- Художник-постановник — Франко Лоллі
- Художник з костюмів — Діна Ді Барі